# Свенцицкая, Элина Михайловна
Элина Михайловна Свенцицкая (род. 16 июля 1960, г. Самара, СССР) — украинский поэт, писатель, литературовед. Член Национального союза писателей Украины. Доктор филологических наук, профессор.

## Биография
Окончила филологический факультет Донецкого национального университета. Преподавала на филологическом факультете этого университета.
Начала литературную деятельность в 1995 году сборником стихов и прозы «Из жизни людей». В целом опубликовано восемь сборников стихов и прозы, а также опубликовала 2 монографии и около 300 статей. Пишет стихи на украинском языке, прозу на русском. 
В августе 2014 года оставила свой дом и работу в г. Донецке, переехала в г. Киев. Два года работала в г. Винница, в должности профессора кафедры украинского языка, теории и истории украинской и мировой литературы Донецкого национального университета имени Василия Стуса. Затем перешла на должность профессора кафедры славянской филологии и журналистики Таврического национального университета им. В.И. Вернадского, переехавшего из Крыма в г. Киев. В марте 2022 года, после полномасштабного вторжения России, выехала в Италию. Сейчас живет в г. Анцио.

## Семья
- Михаил Гиршман — отец

## Творчество
- Стихи и проза печатались: «ШО» (Киев), «Хрещатик» (Киев), «Collegium» (Киев), «Литературная Украина» (Киев), «Украинская литературная газета» (Киев), «Киев» (Киев), «Соты» (Киев), «Радуга» (Киев), «Донбасс» (Донецк), «Дикое поле» (Донецк), «Перевал» (Ивано-Франковск), «Новый мир» (Канада), «Гостиная» (США), «Континент» (США), «Артикль» (Израиль), «Слово/Word» (США), «Эдита» (Германия) и др.
- Сборники

Из жизни людей. Донецк: РИП Лебедь, 1995, 150 с.
Пустельні риби.  Донецк: Юго-Восток, 1999, 60 с.
Простите меня. Донецк: Кассиопея, 1999, 86 с.
Білий лікар. Предисловие Натальи Мазепы. Киев: Украинский писатель, 2008, 80 с.
Проза жизни. Донецк: Донбасс, 2011, 75 с.
Триада рая. Проза жизни: Повесть и рассказы. Предисловие Натальи Мазепы. Киев: Издательский дом Д. Бурага, 2012, 272 с.
Мои шедевры. Киев, 2016. Каяла 364 с.
Речі, що лишилися від дому. Предисловие Ольги Герасимьюк. Львов: Издательство Старого Льва, 2018, 108 с.
Неоднократно принимала участие в «Сакура-фесте», «Книжном Арсенале», BookForum во Львове и других мероприятиях.  Стихи и проза переведены на английский, польский, русский, датский, литовский, французский, итальянский языки

## Некоторые публикации
Элина Свенцицкая. Стихи.  https://nspu.com.ua/lit-tv/elina-sventsitska-virshi/#google_vignette
Элина Свенцицкая. «В крижинах словника ховається мій шлях». https://poetryage.com.ua/?p=436
Элина Свенцицкая. «горобці посивілі зачекалися на Перемогу». http://maydan.drohobych.net/?p=135635
Еліна Свенцицька : Элина Свенцицкая.  Двоеточие №37, 2021 https://dvoetochie.org/2021/06/18/elina-svencicka/
Элина Свенцицкая. Стихи в журнале «Посестри.Украинская и польская литература» (№4,2022).
https://posestry.eu/zhurnal/no-6/statya/khmari-ydut-nache-bizhenci-ce-chorne-sonce-vignannya
https://posestry.eu/zhurnal/no-6/statya/ya-molyusya-teper-za-vsikh-tikh-khto-v-dorozi
https://posestry.eu/zhurnal/no-3/statya/znovu-derevo
https://posestry.eu/zhurnal/no-4/statya/i-nikhto-ne-stoyav-na-mostu-bezporadnikh-lyudey
Элина Свенцицкая.Мертвое море и другие расссказы. Гостиная. Международный литературно-художественный журнал. №25 2015
https://gostinaya.net/?author=322
Элина Свенцицкая. Человек висит в воздухе. Рассказы. Семь искусств.Наука. Культура. Словесность. 2023 №10
https://7i.7iskusstv.com/y2023/nomer10/svencickaja/
Элина Свенцицкая. Похороны кролика и другие рассказы. Новый Континент.  3.10. 2016. https://nkontinent.com/elina-svenitskaya-pohorony-krolika
Элина Свенцицкая.Четвертая мойра и другие рассказы. Слово/ Word,  №113, 2022 https://litbook.ru/article/16500/
Элина Свенцицкая. Крик птицы и другие рассказы. Артикль 56(23) 2023. https://sunround.com/article/?page_id=4864#gsc.tab=0
Элина Свенцицкая.Весеннее обострение. Повесть. Крещатик №98, ноябрь 2022. с. 246-263 https://vtoraya-literatura.com/pdf/khreschatyk_098_2022__izd.pdf

## Основные публикации
Монографии:
Элина Свенцицкая. Концепции слова и младшие символисты. Монография. Донецк, ДонНУ, 2005. 266 с.
Элина Свенцицкая. Русская литература от Пушкина до современности. Имманентный анализ. Символическое слово Монография.  Саарбрюкен: LAP LAMBERT Academic Publishing, 2012, 360 ст.
Статьи:
Свенцицкая Э.М..Взаимодействие эстетики и лингвистики в анализе ритмической композиции поэтического произведения .Стиховедческие студии: Сборник научных работ конференции «Украинское стиховедение ХХ – начала ХХІ столетия: достижения и перспективы развития». Киев: Издательский дом Д. Бураго, 2010. с.17-32. / совместно с М.М. Гиршманом
Свенцицкая Э.М. Символическое слово как бытие-общение образа и знака (на материале поэзии Ф. Тютчева, И. Анненского, Вяч. Иванова). Миргород.  Подлясская Академия – Донецкий институт социального образования – Лозанский университет, 2010. с. 49-58.
Свенцицкая Э.М. Метафизика слова в творчестве А.Белого: Символ – Логос – Лик// Метафизика в литературе и русской культуре.  Universytet Papieski Jana Pawla II w Krakowie, Wydawnictwo Naukove.  Краков, 2012. с.345- 370
Свенцицкая Э.М. Анализ ритмико-метрической композиции цикла «В Царском Селе» А. Ахматовой . Украинский дольник: Коллективная монография. Под ред. Н.В. Костенко. Киев: Издательский дом Д. Бураго, 2013. с 408-417.
Свенцицкая Э.М. Лик и безумие в поэзии А. Белого . Формы времени и сумасшествия в литературе и в искусстве.  Седльце: Академия Подлясска, 2014.  с.169-183.
Свенцицкая Э.М. Почему А.П.Чехов не написал романа? Toronto Slavic Quarterly, №51, 2015 с.147-152.
Свенцицька Е.М. Теория литературного произведения М.М. Гиршмана/. Филологические чтения памяті М.М. Гиршмана. Материалы Всеукраинскої научной конференции 19-20 октября2017 года.  Киев, 2018. с.6 - 12.
Świencicka Elina.Filozofia osobowości w “Sklepach cynamonowych” Brunona Schulza //Planeta Schulz. Międzynarodowy festiwal Brunona  Schulza w Drohobyczu. Polska sztuka ludowa.  Instytut Sztuki PAN. Warszawa, 2019, №1-2. s. 258-254
Свенцицкая  Э.М. Драмы объективации:  Вяч. Иванов – М.М. Бахтин - М.М. Гиршман // Ученые записки Таврийского национального университета им. В.И. Вернадского. Серия «Филология. Социальные коммуникации». Том 31 (70), №3. Киев, 2020, С. 82-86.
Свенцицька Е.М. Анализ ритмо-метрической композиции цикла Д. Бурлюка «Доитель изнуренных жаб». Стиховедческий семинар: Украинский акцентный стих в контексте современного некласического стихосложения. Киев, Издательский дом Дмитрия Бураго, 2020, С.82-86.
Elina Sventsytsky. M. M. Bakhtin’s Concept of the Word in the Context of Modern Literary Criticism//Bakhtiniana. Revista da Estudos do Discorso. Vol 15, No 4 (2020) Port. 8-28 / Eng. 8-27 / Rus. 8-26.
Элина Свенцицкая. Русскоязычная поэзия Украины: специфика, авторы и современные вызовы. Acta Universitatis Lodziensis Folia Litteraria Rossica . Łódz,Wydawnictwo Uniwersytetu Łódzkiego, №16, 2023, c. 61-80.

## Членство в редколлегиях научных журналов
Член редколлегии научного сборника статей "Султановские чтения" Прикарпатского национального университета имени Василия Стефаника, Ивано-Франковск;
Член редколлегии научного сборника "Ученые записки Таврического национального университета им. В.И. Вернадского, Серия "Филология. Социальные коммуникации";
Член редколлегии научно-теоретического сборника "Литературоведческие студии" Киевского национального университета имени Тараса Шевченко, Институт филологии;
Член редколлегии научного сборника "Актуальные проблемы украинской литературы и фольклора" Донецкого национального университета им. В.Стуса, Винница.
На протяжении 2017 - 2022 годов была организатором конференции "Филологические чтения памяти М.М. Гиршмана" в рамках "Крымского международного форума" Института филологии Таврического национального университета имени В.И. Вернадского
Подготовила к печати и издала книгу "Гармония абсолютна, а дисгармония относительна". Памяти М.М. Гиршмана". Киев, Издательский дом Дмитрия Бураго, 2016. 184 с.

## Интервью
Донецк - мой дом и моя боль: писательница Элина Свенцицкая. https://soundcloud.com/hromadske-radio/0603_elina_svencicka
Владимир Рафеенко. Донецк сейчас - место боли и неуверенности в завтрашнем дне: Элина Свенцицкая. Фокус, 14 марта 2016. https://focus.ua/politics/346900
Юрий Володарский. Элина Свенцицкая: Брутальная девочка ругается и плачет. ШО. №1-2 (111-112) 2015. http://sho.kiev.ua/article-sho/256956
Дарья Куренная. Элина Свенцицкая Душа вдруг зазвучала на украинском. https://www.radiosvoboda.org/a/donbas-realii/29057198.html
Леонид Гольдерг. Элина Свенцицкая: В литературе я существую сама по себе. Интернет-газета "Майдан", 11.01.2019. http://maydan.drohobych.net/?p=62945
Наталка Кудрик. Родиться в России, жить в Украине, найти приют в Италии. Писательница из Донецка о шаткости в ощущении дома и о поэзии во время войны. https://www.radiosvoboda.org/a/ty-iak-poetka-rym-italiia-bizhenka/32897573.html

## Основные рецензии
Виктор Дмитриев. Зенон, догоняющий черепаху (О прозе Элины Свенцицкой).
https://dmit.okstate.edu/wp-content/uploads/2016/11/%D0%AD%D0%BB%D0%B8%D0%BD%D0%B0-%D0%A1%D0%B2%D0%B5%D0%BD%D1%86%D0%B8%D1%86%D0%BA%D0%B0%D1%8F.pdf
Олег Соловей.Убить нельзя лечить. Олег Соловей. Атомы и пустота: рецензии. Луцк, ПВД "Твердыня", 2012.  
Надежда Гаврилюк.  Дом, дым и ... соль. Золотая Пектораль, №11, 2018.  https://zolotapektoral.te.ua/%D0%B4%D1%96%D0%BC-%D0%B4%D0%B8%D0%BC-%D1%96-%D1%81%D1%96%D0%BB%D1%8C/
Ульяна Галич. Стихи с Востока Элины Свенцицкой. Збруч, №6, 2020. https://zbruc.eu/node/98356
А.С. Чирков. Жизнь на кладбище, или Простуженное человечество. Collegium, Киев, 2021, № 35-36.

## Научные достижения
Круг научных интересов: русская литература XX века (особенно рубежа столетий), анализ и интерпретация литературного произведения, специфика символического слова, своеобразие языка поэзии XX века.
В 1995 году защитила кандидатскую диссертацию «Пространство, время и слово в поэзии Анны Ахматовой» по специальности «русская литература».
В 2006 году защитила докторскую диссертацию «Специфика художественного слова в творчестве младших символистов и современные проблемы ее изучения» по двум специальностям «теория литературы» и «русская литература».

## Стихи и  проза в переводах
What Was Heart Is Now A Scorched Branch. Three Poems by Elina Sventsytska. Decembre 10, 2022 in Poetry “The Dreaming Machine” №10 http://www.thedreamingmachine.com/what-was-heart-is-now-a-scorched-branch-three-poems-by-elina-sventsytska
Elina Sventsytska. Poesie dall’Ucraina: Volano alla finestra gli angeli feriti dalla casa – La Macchina Sognante, 3 novembre 2022
http://www.lamacchinasognante.com/poesie-dallucraina-volano-alla-finestra-gli-angeli-feriti-dalla-casa-el
Elina Sventsytska. I Write to You from the East. Asymptote 2024   Січень
www.asymptotejournal.com/special-feature/from-i-write-to-you-from-the-east-elina-sventsytska/

### Poems By Elina Sventsytska.Translation: Hanna Komar, John Farndon.
https://freeallwords.org/e-sventsytska-en/
Элина Свенцицкая. Весеннеe обострение/Elina Sventsytsky.  La crisi di primavera. Inverso- Giornale di poesia. Decembre 2023. Spostamenti 93 Parte 1
https://poesiainverso.com/2023/12/11/elina-sventsytska-la-crisi-di-primavera-prima-parte/
Элина Свенцицкая. Весеннеe обострение/Elina Sventsytska.  La crisi di primavera. Inverso- Giornale di poesia. Decembre 2023. Spostamenti 94 Parte 2.
https://poesiainverso.com/2023/12/15/elina-sventsytska-la-crisi-di-primavera-seconda-parte/
Стихи на итальянском языке  опубликованы в литературных журналах “ClanDestino”, “LibriCk”, рассказы на итальянском языке опубликованы на интернет-странице издательства “EdizioniOpen”.
Poesie da Kiev di Elina Sventsytska. ClanDestino, №8, 2022. https://www.rivistaclandestino.com/poesie-kiev-elina-sventsitskaya/
Elina Sventsytska. Dipinto scomposto (“Chi ha dipinto la mia vita”). LibriCK. La rivista degli scrittori, 2023 N5.
Elina Sventsytska. Zia America. Racconti. https://edizioniopen.it/zia-america/